# Jagdschloss Glienicke

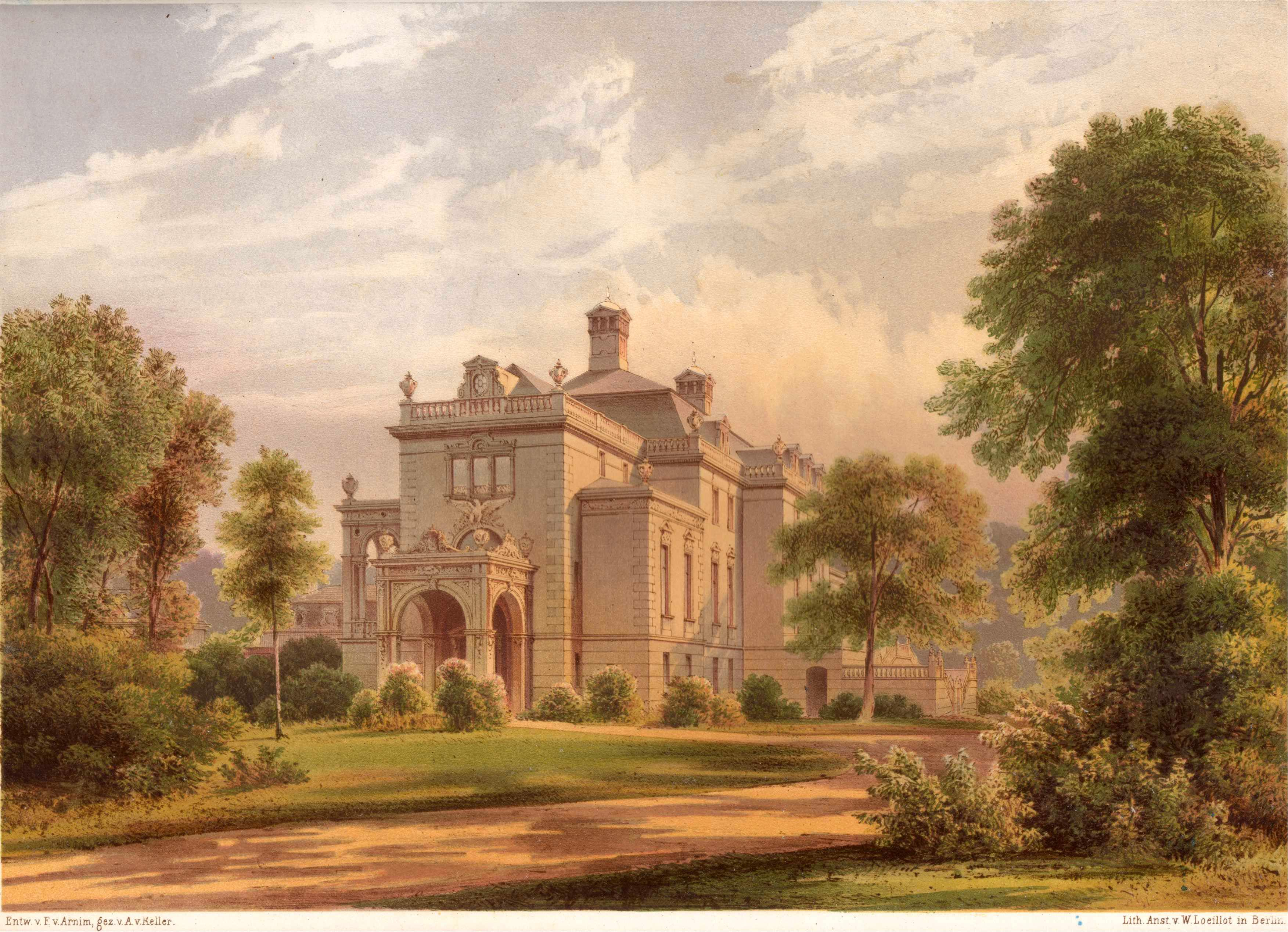
Jagdschloss Glienicke nach dem Umbau durch Ferdinand von Arnim um 1865

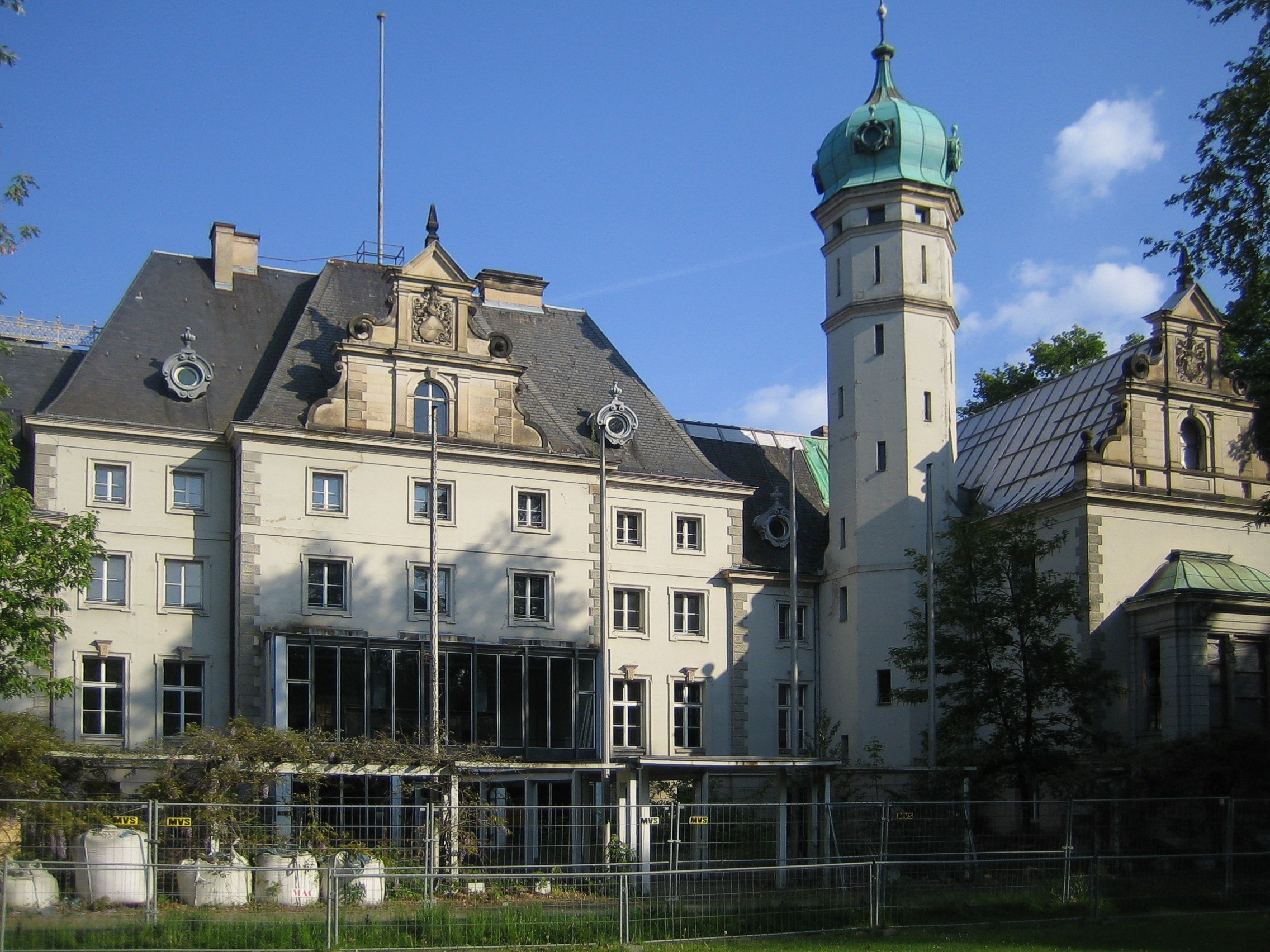
Das Jagdschloss 2009

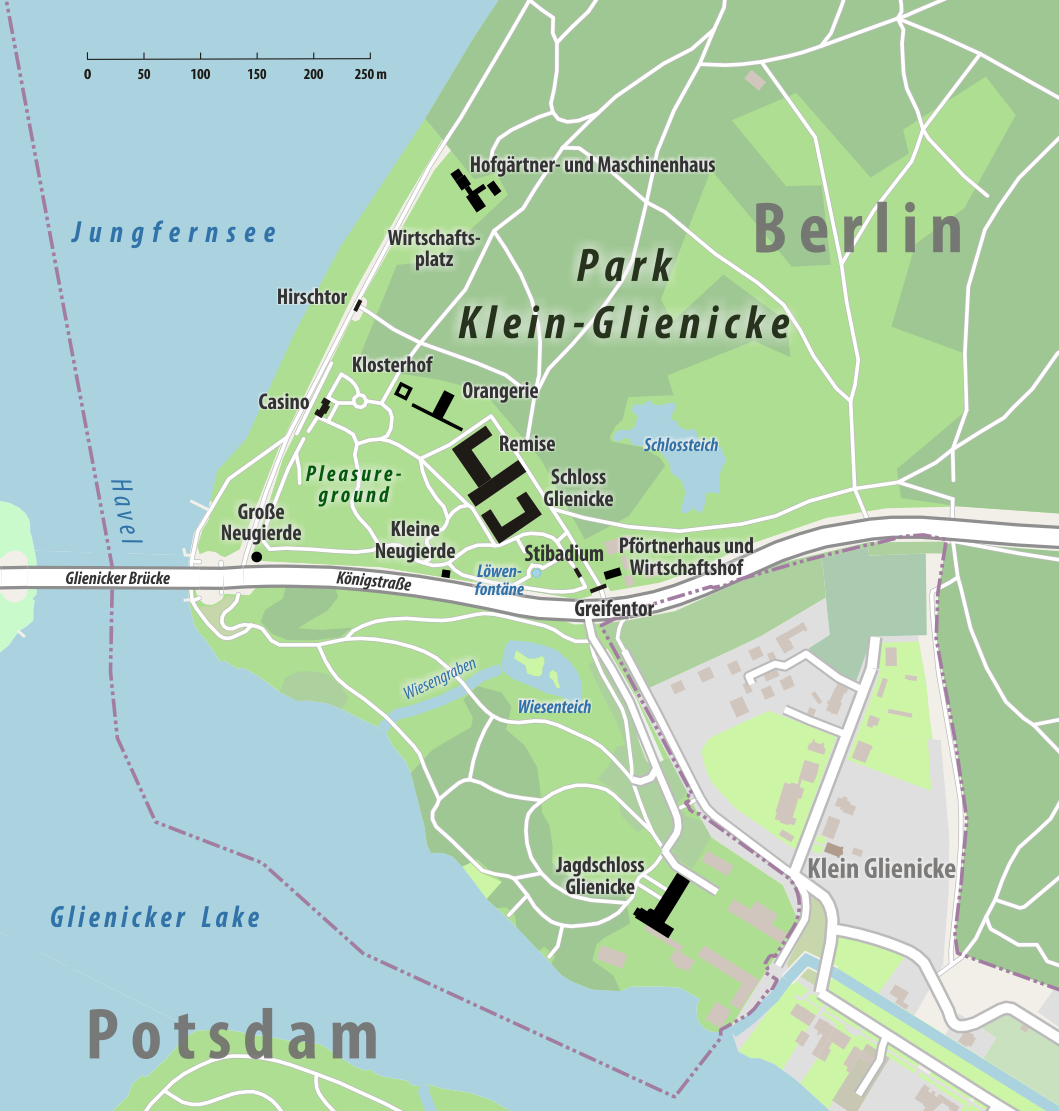
Das Jagdschloss Glienicke liegt südlich des Parks Klein-Glienicke. Die Anlage befindet sich in unmittelbarer Nähe zu der Berlin-Potsdamer Stadtgrenze bzw. ehemaligen Staatsgrenze zwischen der Deutschen Demokratischen Republik und West-Berlin.

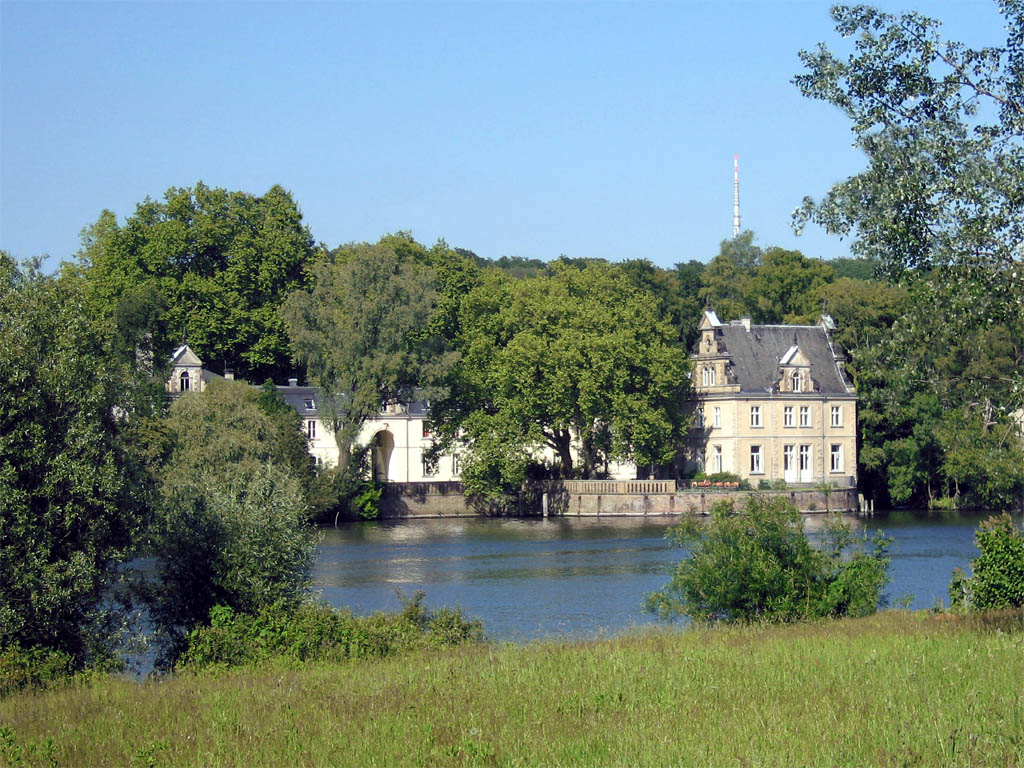
Das Jagdschloss von Park Babelsberg aus gesehen

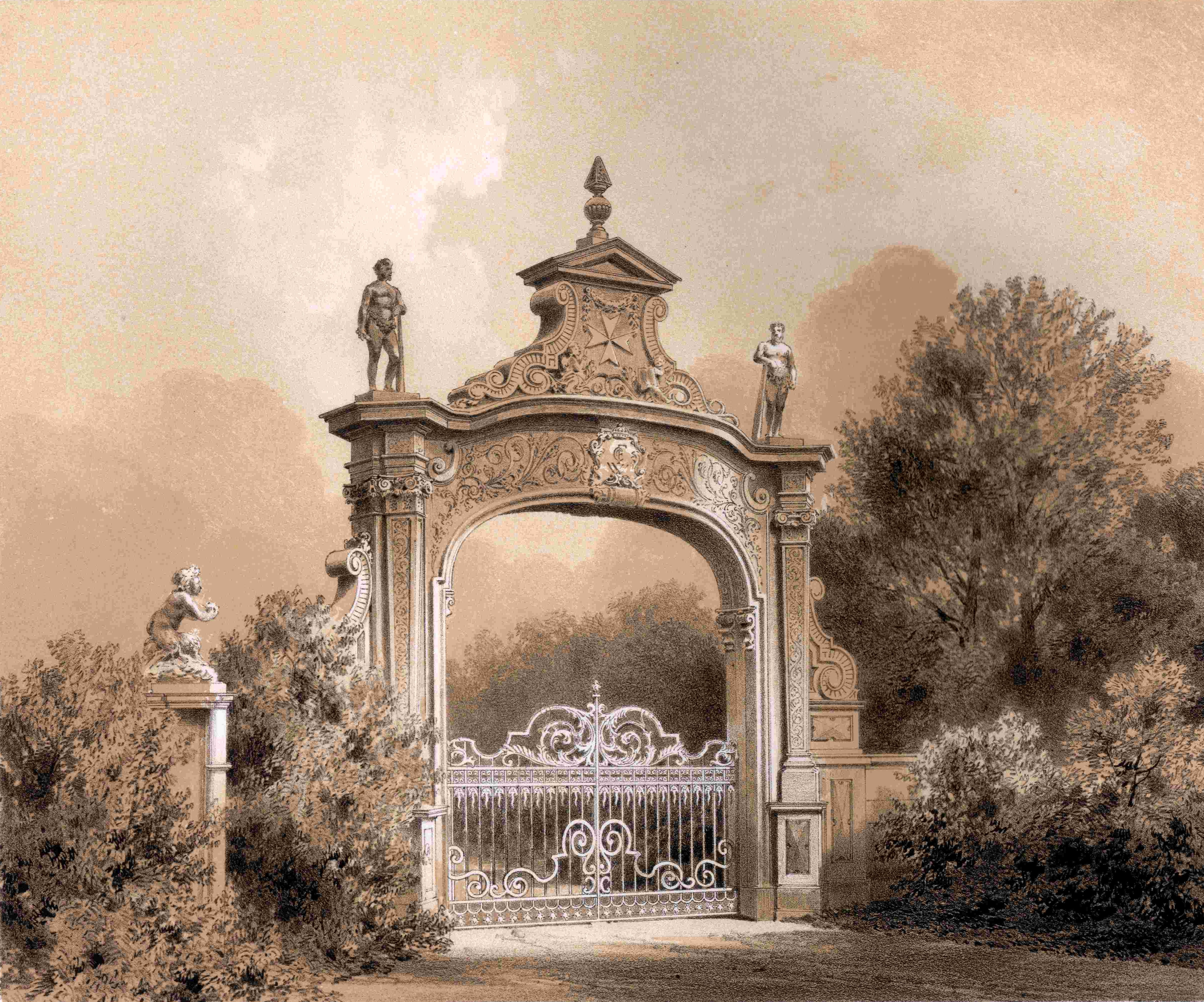
Das Brückentor des Jagdschlosses Glienicke, errichtet 1869 durch Friedrich Ernst Petzholtz

Das Jagdschloss Glienicke liegt im Berliner Ortsteil Wannsee, nahe der Glienicker Brücke und in Sichtweite der Schlösser Glienicke und Babelsberg. Heute befindet sich im Schloss das Sozialpädagogische Fortbildungsinstitut Berlin-Brandenburg (SFBB).

## Geschichte
Es wurde 1682–1693 von Charles Philippe Dieussart für den Großen Kurfürsten Friedrich Wilhelm von Brandenburg errichtet. Unter Friedrich I. wurde es 1701 im Stil des französischen Barocks ausgebaut und verschönert. Der Soldatenkönig Friedrich Wilhelm I. von Preußen ließ das Jagdschloss Glienicke als Lazarett für das Garderegiment einrichten. Friedrich der Große schenkte es 1763 dem Wachstuch- und Tapetenfabrikanten Isaac Levin Joel, der dort Wachstuchtapeten produzierte. 1827 kam das Jagdschloss in die Hände von Wilhelm von Türk, der daraus 1832 ein Waisenhaus machte. 1859 ließ Prinz Carl von Preußen das Schloss für seinen Sohn, den späteren Generalfeldmarschall Friedrich Karl von Preußen, durch den Hofarchitekten Ferdinand von Arnim vor allem im Stil der Neorenaissance umbauen. 1889 stockte Albert Geyer im Auftrag von Prinz Friedrich Leopold von Preußen den Mittelbau auf und fügte einen Turm hinzu.
Nachdem Friedrich Leopold 1919 in die Schweiz ausgewandert war, setzte ein Verfall der Schlossanlage ein. Das Schloss mit dem Park gelangte unter dem nationalsozialistischen Staatskommissar und späteren Oberbürgermeister Julius Lippert 1934 über eine Erpressung des jüdischen Unternehmers Ignatz Nacher in den Besitz der Stadt. Dabei hatten Lippert und die Dresdner Bank zusammengearbeitet, um den Unternehmer, der Großaktionär der Engelhardt-Brauerei war, seines Unternehmens zu berauben. Die Bank besaß den Park mit seinen Schlössern, Lippert die erpressten Aktien. Sie führten dann einen Austausch durch. Lippert stellte den Park der Allgemeinheit zur Verfügung und nahm sich selbst das Schloss als standesgemäße Residenz. Vorher ließ er das Schloss auf Staatskosten renovieren.
Nach dem Zweiten Weltkrieg war es Jugendherberge. Zuvor allerdings war ein Teil des Ufa-Fundus ins Schloss ausgelagert worden. Außerdem diente es als Kulisse für Nachkriegsfilme, wie etwa Mädchen in Uniform. In diesem Film ist die parkseitige Freitreppe des Schlosses noch zu sehen. Zudem war es Aufnahmeort etlicher Familien, die wegen der Potsdamer Konferenz ihre Wohnungen in Babelsberg hatten räumen müssen. Ernst Reuter setzte sich später für die Instandsetzung des Jagdschlosses ein. Mit dem Bau der Mauer wurde der Schlosspark von seinem Umland getrennt und war nur noch von der Königstraße aus zugänglich.
Der Berliner Senat ließ das Jagdschloss 1963/64 von Max Taut zu einer Jugendbegegnungsstätte umbauen. Weil die bisherige Zufahrtsstraße und der Haupteingang nun im Sperrgebiet Klein Glienicke lagen, verlegte er den Eingangsbereich mit einem erkerartig vorspringenden und verglasten zweigeschossigen Anbau zur Gartenseite. Von 1964 bis 2003 wurde das Schloss als Jugendbegegnungsstätte genutzt. Im April 1997 fand dort die Gründungskonferenz des Berliner Instituts für kritische Theorie statt. Seit 2003 nutzt das Sozialpädagogische Fortbildungsinstitut Berlin-Brandenburg das Jagdschloss Glienicke. Darüber hinaus werden freie Kapazitäten und Unterkünfte auch anderen Bildungsträgern für Tagungen, Seminare und Workshops angeboten. Am 31. März 2003 brannte der Südflügel des Schlosses. Auslöser des Feuers war ein Kabelbrand. Da das Schloss keine Brandmelder besaß und der Wasserdruck aus dem Ringsystem von Hydranten nicht ausreichend hoch war, entstand ein hoher Schaden, der umfangreiche Restaurierungsarbeiten erforderlich machte. Die Holzkassettendecken und Sandsteinelemente wurden eingelagert.
Der denkmalgerechte Wiederaufbau begann im November 2005. Das Richtfest wurde am 23. August 2006 gefeiert. Bauherrin war die Senatsverwaltung für Bildung, Wissenschaft und Forschung. Die Kosten des Dachwiederaufbaus betrugen rund 400.000 Euro. Im August 2008 erfolgte der Abbruch des Tautschen Küchengebäudes. Nachdem die notwendigen organisatorischen Maßnahmen (finanzielle Mittel, Ausschreibungen etc.) abgeschlossen waren, begannen im April 2009 die ersten Sanierungsmaßnahmen des Hauptgebäudes sowie des Hauses am Wasser. Der Abschluss der Bauarbeiten und die Neueröffnung waren ursprünglich für April 2011 geplant. Jedoch konnten die Baumaßnahmen erst im September 2011 wieder aufgenommen werden. Heftig umstritten war, inwieweit die von Max Taut eingebaute Glasfront erhalten oder wieder zu der vorherigen Neorenaissance-Fassade zurückgebaut werden sollte. Dies führte zu weiteren Verzögerungen. Die marode Bausubstanz des Tautschen Erkers musste in weiten Teilen erneuert werden. Ende Oktober 2012 konnten die Sanierungsarbeiten abgeschlossen werden. Insgesamt wurden 14 Millionen Euro aufgewendet, der Erker kostete 230.000 Euro.
Am Schlosspark vorbei zieht sich der Berliner Mauerweg, der durch den Park ein wenig variiert werden kann. Der größte Teil des Geländes um das Jagdschloss Glienicke ist als öffentlicher Park jederzeit von Klein Glienicke oder von Wannsee aus für die Öffentlichkeit zugänglich. Mit den Schwingtoren im Verlauf des Weges wird versucht, den Wildschweinen den Zugang in den Park etwas zu erschweren.
Das Schloss ist Bestandteil des UNESCO-Weltkulturerbes Schlösser und Gärten von Potsdam und Berlin.